# Dalian Women's Tennis Open 2016
Il Dalian Women's Tennis Open 2016 è stato un torneo professionistico di tennis femminile giocato sul cemento. È stata la 2ª edizione del torneo, che fa parte del WTA Challenger Tour 2016. Si è giocato a Dalian in Cina dal 6 all'11 settembre 2016.

## Partecipanti

### Teste di serie
| Nazionalità   | Giocatrice    | Ranking* | Testa di serie |
| ------------- | ------------- | -------- | -------------- |
| Cina          | Wang Qiang    | 62       | 1              |
| Taipei cinese | Hsieh Su-wei  | 79       | 2              |
| Cina          | Duan Yingying | 103      | 3              |
| Austria       | Tamira Paszek | 104      | 4              |
| Cina          | Zhang Kailin  | 108      | 5              |
| Slovacchia    | Jana Čepelová | 117      | 6              |
| Giappone      | Misa Eguchi   | 119      | 7              |
| Germania      | Tatjana Maria | 121      | 8              |

* Ranking al 29 agosto 2016.

### Altre partecipanti
Le seguenti giocatrici hanno ricevuto una wild card:
- Lu Jiajing
- Peng Shuai
- Tang Haochen
- Yang Zhaoxuan

Le seguenti giocatrici sono passate dalle qualificazioni:
- Chang Kai-chen
- Lu Jingjing
- Peangtarn Plipuech
- You Xiaodi

La seguente giocatrice è entrata in tabellone come lucky loser:
- Han Na-lae

## Campionesse

### Singolare
Kristýna Plíšková ha conquistato il titolo dopo il ritiro di  Misa Eguchi sul punteggio di 7–5, 4–6, 2–5.

### Doppio
Lee Ya-hsuan /  Kotomi Takahata hanno sconfitto in finale  Nicha Lertpitaksinchai /  Jessy Rompies per 6-2, 6-1.